# Фелетей
Фелетей (Фева; лат. Feletheus, Feva; казнён в 487, Равенна) — король придунайских ругов (около 475—487).

## Биография
Основной нарративный источник о Фелетее — написанное Евгиппием в начале VI века «Житие святого Северина». Так же сведения о его правлении содержатся и в других раннесредневековых исторических источниках. Среди них: «Старшие Венские фасты», «Копенгагенское продолжение „Хроники“ Проспера Аквитанского», хроники Кассиодора, Анонима Валезия и Иоанна Антиохийского, «Панегирик Теодориху» Магна Феликса Эннодия и «История лангобардов» Павла Диакона.
Фелетей был старшим сыном короля ругов Флаккифея. Фева — имя, которое упоминается у некоторых средневековых авторов — являлось уменьшительно-ласкательным вариантом его полного имени. Ещё при жизни отца, около 470 года, он вступил в брак с остготкой Гизо из рода Амалов: вероятно, двоюродной сестрой Теодориха Великого. После смерти короля Флаккифея Фелетей унаследовал престол ругов. Точная дата этого события неизвестна: предполагается, что это могло произойти около 475 года, во всяком случае, не позднее 482 года.

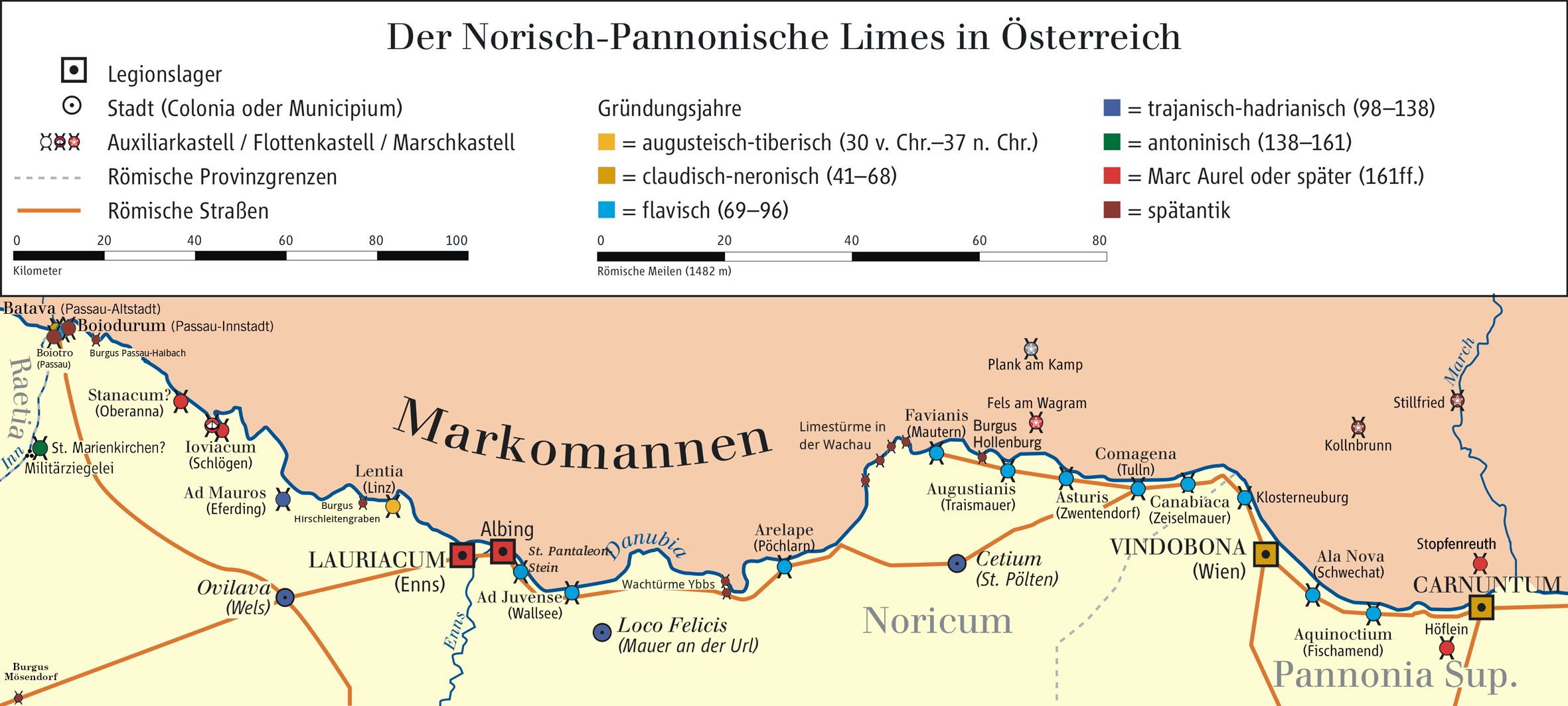
Норикский лимес римских времён

В правление Фелетея его владения занимали территории к северу от Дуная, от Фавианиса (современного Маутерн-ан-дер-Донау) до Бойодурума (современного Пассау). Известно, что в то время королевство ругов распространило сферу своего влияния на часть бывшей римской провинции Прибрежный Норик, а также контролировало земли между Венским Лесом и Энсом. Королевская резиденция располагалась на месте современного города Кремс-ан-дер-Донау. Своему брату Фердеруху Фелетей дал в управление Фавианис. Это был первый случай в истории, когда король-германец дарил кому-то римский город. Какими полномочиями обладал Фердерух в Фавианисе, не известно. Так как Фавианис даже не находился в непосредственных владениях Фелетея — он был расположен на южном берегу Дуная — предполагается, что к тому времени Норикский лимес как система пограничных укреплений уже перестал существовать.
Бо́льшую часть правления Фелетей, также как и его отец, поддерживал союзнические отношения с правителем Италии Одоакром. В исторических источниках упоминается, что в 476 году отряды ругов участвовали в свержении последнего императора Западной Римской империи Ромула Августа. Этот факт отразился в сведениях современных событиям источников, называвших Одоакра не только вождём герулов и скиров, но и королём ругов. Предполагается, что придунайские руги в то время находились в зависимости от правителя Италии, возможно, сопоставимой со статусом римских федератов. В этом случае в обязанности Фелетея входила защита Норика и его границы вдоль Дуная от нападений алеманнов и тюрингов.
Хотя Фелетей был арианином, ещё до получения престола он установил хорошие отношения с аббатом-никейцем Северином Норикским. Фелетей, его жена Гизо и брат Фердерух неоднократно посещали этого святого. Несмотря на то, что до самой смерти Северина Фелетей в 482 году проявлял по отношению к нему огромное уважение, его супруга, убеждённая арианка Гизо, весьма враждебно относилась к деятельности святого. Известно по крайней мере об одной попытке Гизо перекрестить поселенцев-никейцев в арианство. В «Житии святого Северина» сообщается, что жестокость королевы вызвала мятеж среди придворных рабов: пленники-ювелиры схватили королевского сына Фридериха и угрожали убить его, если им не будет дарована свобода. Гизо должна была согласиться на это, а затем лично выразить своё почтение Северину, благодаря посредничеству которого её сын был избавлен от смерти.
Воспользовавшись полной дезорганизацией органов власти в Норике, Фелетей пытался расширить свои владения на южном берегу Дуная. Под предлогом угрозы Лавриаку (современному Энсу) со стороны тюрингов и алеманнов правитель ругов намеревался захватить этот большой город, где находились многочисленные беженцы. Фелетей хотел увести горожан в подвластные ему владения и поселить их там как королевских данников. Хотя Северин сумел убедить короля отказаться от переселения и отдать местных жителей под его покровительство, это не избавило горожан от обязанности платить ругам дань.
Умирая в 482 году, Северин Норикский призвал к себе Фелетея и Гизо и дал им последние наставления. Однако после кончины святого брат короля ругов Фердерух разграбил монастырь, в котором тот подвизался, похитив из него все драгоценности и церковную утварь.
Когда в 486 году Одоакр всё же принял решение поддержать восставшего против Зинона Илла, император убедил Фелетея разорвать союз с правителем Италии и начать подготовку к вторжению ругов на Апеннинский полуостров. Первой жертвой конфликта стал сторонник мира с Одоакром Фердерух: под предлогом мести за разграбление монастыря святого Северина он был убит своим племянником Фридерихом. По утверждению Евгиппия, именно убийство Фердеруха дало повод Одоакру начать войну с придунайскими ругами. В конце осени 487 года Одоакр совершил поход в Ругиланд и 15 ноября или 18 декабря разбил войско ругов около Венского Леса. Фелетей и Гизо были схвачены вблизи Дуная, привезены в Равенну (столицу тогдашней Италии) и здесь казнены. В «Копенгагенском продолжении „Хроники“ Проспера Аквитанского» утверждается, что война Одоакра с ругами была очень кровопролитной и её исход был не ясен. После ещё одного похода, предпринятого в 488 году братом Одоакра Онульфом, остатки ругов во главе с Фридерихом присоединились к остготам, признав над собой власть короля остготов Теодориха Великого. Тогда же по приказу Одоакра местные жители римского происхождения были переселены комитом доместиков Пиерием на Апеннинский полуостров. Часть захваченных в войне с ругами богатых трофеев Одоакр в сопровождении магистра оффиций Андромаха отослал Зинону. Однако эти дары не смогли улучшить отношения между правителем Италии и византийским императором и тот уже в том же 488 году стал инициатором переселения остготов Теодориха Великого на Апеннинский полуостров.
Эти события положили конец существованию королевства ругов, территорию которого вскоре заняли переселившиеся сюда лангобарды. После этого оставшееся население прибрежных к Дунаю территорий быстро дероманизоровалось и повторное его приобщение к романской культуре произошло только в конце VIII века при Карле Великом.
Когда в 493 году Теодорих Великий во время остготского завоевания Апеннинского полуострова собственноручно убил Одоакра, он оправдывал свой поступок кровной местью за своих убитых правителем Италии родственников. В сообщениях о гибели Одоакра не упоминается, кого из родичей Теодорих Великий имел ввиду. Однако, по одному из предположений, этими убитыми родственниками были Фелетей и Гизо.

## Комментарии
1. ↑  По другим интерпретациям этого свидетельства, Теодорих Великий мог мстить Одоакру или как скиру, в войне с которыми в 469 году погиб его дядя по отцу Валамир[26], или как мужу росомонки Сунигильды, единоплеменники которой в 370-х годах убили Германариха, одного из ранних остготских королей[39][40].